# UEFA Euro 2000
UEFA Euro 2000 – gra sportowa o tematyce piłkarskiej, wydana przez Electronic Arts z okazji Mistrzostw Europy w 2000 roku organizowanych przez Holandię i Belgię. Polskim dystrybutorem gry była firma Cenega Poland.
Jej światowa premiera miała miejsce 12 maja 2000 r. natomiast w Polsce gra ta została wydana miesiąc później. Posiadała tryby gry jednoosobowej, gry wieloosobowej, oraz możliwość prowadzenia rozgrywki przez Internet.